# John Maxwell, 3. Earl of Nithsdale
John Maxwell, 3. Earl of Nithsdale (* um 1600; † zwischen 16. Februar und 29. Juni 1677), war ein schottischer Adeliger.

## Leben
Sein Vater war John Maxwell, 6. Lord Herries of Terregles, ein Urenkel von Robert Maxwell, 4. Lord Maxwell; seine Mutter war Elisabeth Maxwell, eine Tochter von John Maxwell, 7. Lord Maxwell. Beim Tod seines Vaters im Mai 1631 beerbte er diesen als 7. Lord Herries of Terregles.
Wie viele Mitglieder des Clan Maxwell war auch er ein aktiver Royalist und stand somit mehrfach auf der Verliererseite. 1645 im Englischen Bürgerkrieg geächtet, wurde diese Ächtung gegen eine Zahlung von 10.000 schottischen Merks im Jahr 1647 aufgehoben. Nach der Wiederherstellung der Monarchie im Jahr 1660 wurde er 1661 aus verschiedenen Gründen erneut geächtet, auch diese wurde gegen eine Zahlung in gleicher Höhe aufgehoben.
Als am 5. Oktober 1667 sein Cousin dritten Grades, Robert Maxwell, 2. Earl of Nithsdale, kinderlos starb, erbte er als nächstberechtiger Verwandter auch dessen Adelstitel als 3. Earl of Nithsdale und 11. Lord Maxwell.
Durch seine Ehe, geschlossen am 19. August 1626 mit Elisabeth Gordon, einer Schwester von John Gordon, 1. Viscount of Kenmure, hatte er drei Söhne:
- Robert Maxwell, 4. Earl of Nithsdale († 1683);
- John Maxwell († 1658), ⚭ Elizabeth Glendoning, Erbtochter des William Glendoning of Gelston;
- William Maxwell († 1684), ⚭ Agnes Gordon, Tochter des Alexander Gordon, 5. Viscount of Kenmure.